# هاینتس اشمالیکس
هاینتس اشمالیکس (آلمانی: Heinz Schmalix; ۲۴ ژوئیهٔ ۱۹۱۰ – ۳۰ نوامبر ۱۹۷۴) بازیکن هاکی روی چمن اهل آلمان بود.